# Hera Syndulla
Personnage de fiction apparaissant dans
Star Wars.
Hera Syndulla  est un personnage de l'univers de fiction de Star Wars. Elle apparaît dans la série télévisée d'animation Star Wars Rebels et la série Ahsoka.

## Histoire

### Avant l'ère impériale
Hera Syndulla naît en 29 av. BY sur Ryloth, la planète d'origine de son espèce, les twi'lek. Ses parents sont Cham et Eleni Syndulla.
Pendant la guerre des clones, Ryloth est occupée par la Confédération des systèmes indépendants. Cham Syndulla se révolte contre la présence séparatiste. L'intervention de l'armée de la République galactique impressionne Hera, qui dès lors rêve de devenir une pilote renommée. Au cours de la bataille de Ryloth, Hera récupère le droïde C1-10P « Chopper » dans un Y-wing endommagé.

### Guerre civile galactique
Les parents d'Hera dirigent un mouvement de résistance à l'occupation impériale à Ryloth. Hera est aidée par le Bad Batch pour libérer ses parents, capturés par l'Empire. Cette occasion permet à Hera d'être pour la première fois à bord d'un vaisseau qui s'envole. Après la libération de Cham et Eleni Syndulla, l'insurrection contre l'Empire galactique sur Ryloth se poursuit.
Pendant la lutte, la mère d'Hera meurt, ce qui amène la jeune twi'lek à s'éloigner de l'insurrection de Ryloth pour rejoindre la rébellion contre l'Empire galactique à échelle plus large.
En 12 av. BY, Hera quitte donc Ryloth et se met à travailler pour Bail Organa et un agent anonyme connu sous le nom « Fulcrum » en tant que rebelle. Elle pilote un cargo léger VCX-100 modifié, qu'elle appelle le Ghost parce qu'il pouvait être rendu indétectable par les capteurs impériaux. Cette discrétion expliquera aussi le fait que les membres de la cellule rebelle que dirigera Hera seront appelés Spectres,.
Dans le cadre d'une mission visant à empêcher l'Empire d'exploiter les ressources d'une planète, Hera et Chopper rencontrent Kanan Jarrus à Gorse. Par la suite, Kanan devient l'amant d'Hera. Le petit groupe est par la suite rejoint par Zeb Orrelios, Sabine Wren, et enfin Ezra Bridger.
Cette équipe rejoint la cellule rebelle Phoenix. Celle-ci s'installe à Atollon, puis à Yavin 4. Elle doit notamment faire face à des forces impériales commandées par le grand amiral Thrawn.
Au cours d'une mission qui s'inscrit dans le cadre d'un projet de libération de Lothal, Hera est capturée par les forces de Thrawn. Le sauvetage d'Hera amène au sacrifice de Kanan. Finalement, Lothal est libérée, mais Ezra disparaît, emporté avec le vaisseau de Thrawn dans l'hyperespace.
Hera donne naissance à Jacen, son fils et celui de Kanan. Hera continue d'être une importante dirigeante de l'Alliance rebelle. Elle participe notamment à la bataille d'Endor.
Aux débuts de la Nouvelle République, elle participe à la bataille de Jakku. Malgré la défaite impériale, elle craint que les vestiges impériaux ne deviennent problématiques si la Nouvelle République se concentre sur d'autres priorités.

## Interprétation
Dans la série télévisée d'animation Star Wars Rebels,  Carole Baillien en version française et Vanessa Marshall dans la version américaine prêtent leur voix au personnage d'Hera Syndulla.
En décembre 2022, l'annonce de la présence du personnage d'Hera Syndulla dans la série télévisée en prise de vues réelles Ahsoka s'accompagne par la révélation du nom de l'actrice qui l'interprète, à savoir Mary Elizabeth Winstead.